# اندیس جوشین۱
جوشین۱ یک اندیس فلزی است که در حوالی شهر خانه خاتون استان کرمان قرار دارد و مادهٔ معدنی موجود در آن، طلا است.  